# Lenheiro-da-serra-do-cipó
Cesteiro-do-cipó ou lenheiro-da-serra-do-cipó (nome científico: Asthenes luizae) é uma espécie de ave da família dos funarídeos. É uma espécie endêmica do Brasil, encontrada apenas no estado de Minas Gerais, na Serra do Espinhaço, principalmente na região da Serra do Cipó. Por causa desta distribuição geográfica restrita ela está quase ameaçada de extinção.